# Alfred Roth
Charles Alfred Roth, (Falun (Comtat de Dalarna, Suècia), 29 de desembre, 1870 - Londres (Regne Unit), 24 d'abril, 1947), va ser un organista i pianista suec.
Roth va estudiar al Conservatori Reial de Música amb Hilda Thegerström 1889-1897 i al Conservatori de París amb Elie Delaborde i Raoul Pugno 1897-1901. Va ser organista a l'Església de Suècia a Londres 1905–1938.
Roth va rebre el Litteris et Artibus el 1920 i va ser elegit associat núm. 171 de la Reial Acadèmia de Música el 30 de març de 1935.
Roth va fer gires per Suècia, Anglaterra, Alemanya i Noruega, amb el violinista Sven Kjellström entre d'altres.